# 長島隆二

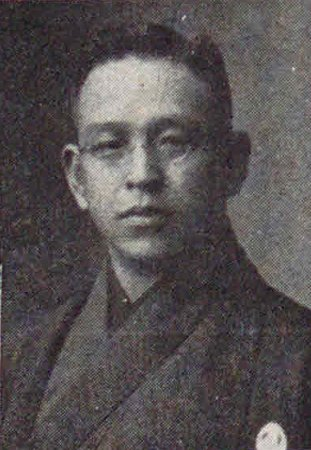
長島隆二

長島 隆二（ながしま りゅうじ、1878年〈明治11年〉11月29日 - 1940年〈昭和15年〉10月8日）は、日本の大蔵官僚、衆議院議員（立憲同志会→革新倶楽部→立憲政友会）。桂太郎の娘婿。

## 経歴
埼玉県北足立郡小谷村（現在の鴻巣市）出身。小谷村長・長島基吉の二男として生まれる。
東京府立第一中学校から第一高等学校に進学。同期の松平恆雄（外交官、宮相）や石坂音四郎（法学者）と親友になり、一軒家を借りて共同生活をしていたことがある。
その後、東京帝国大学法科大学に進学して政治学を専攻。1902年（明治35年）に卒業して大蔵省に入省、ロンドン駐在を命じられた。1906年（明治39年）に帰国し、専売局事務官・大蔵書記官に任ぜられた。この年に内閣総理大臣桂太郎の三女潔子と結婚した。翌年、大蔵書記官専任になり、国庫課長・造幣支局長に就任した。1908年（明治41年）より内閣総理大臣秘書官を兼任し、第2次桂内閣が退陣する1911年（明治44年）まで務めた。1912年（大正元年）、第3次桂内閣の成立とともに、理財局長心得・日本銀行監査官に抜擢されたが、翌年に大正政変で桂内閣が総辞職すると、大蔵省を去った。
1914年（大正3年）の第11回衆議院議員総選挙補選で当選。以後、第12回、第13回（補欠）、第16回、第18回の総選挙で当選した。
恩賜財団済生会の参事を創設以来30年近くにわたって務めた。
政界を渡り歩き、新党の創設による「国民外交」の展開を目指した。日中戦争が始まると呉佩孚を擁立して和平工作を画策したが、呉佩孚の死去により挫折、本人もほどなく死去した。
長女の可壽子は旧結城藩の水野家20代、水野勝邦と結婚した。なお、長島は東京帝大時代、勝邦の父である水野直と親しい交流があった。庶子の長島義雄は長島萃（ながしま あつむ）の筆名で文学活動を行い、坂口安吾と交流があったが夭折した。

## 栄典
- 1911年（明治44年）8月24日 - 金杯一組[8]

外国勲章佩用允許
- 1909年（明治42年）7月8日 - 大韓帝国勲四等八卦章[9]

## 著作
- 『西伯利亜出兵并に対支政策を論じて国民精神の改造に及ぶ』やまと新聞社、1918年9月9日。 NCID BA66138567。全国書誌番号:43026292 NDLJP:958390。
- 『外を観よ内を観よ』関東印刷、1920年3月3日。 NCID BN05202391。全国書誌番号:43023863 NDLJP:955722。
- 『大国難に面して』人文書院、1921年5月3日。 NCID BA7006581X。全国書誌番号:43035727 NDLJP:968658。
- 『政界革新の説』長島隆二後援会、1927年2月28日。 NCID BA39555357。全国書誌番号:47003117 NDLJP:1443195。
- 『政界秘話』平凡社、1928年10月25日。 NCID BN11552285。全国書誌番号:47003064 NDLJP:1269046。
- 『陰謀は輝く』平凡社、1929年9月20日。 NCID BA65132940。全国書誌番号:46078479 NDLJP:1268540。
- 『国策直言』立命館出版部、1934年12月12日。 NCID BA38299819。全国書誌番号:46088347 NDLJP:1442775。
- 『独房に正座して』共盟閣、1937年8月8日。 NCID BA9098572X。全国書誌番号:44025944 NDLJP:1095095。
- 『支那事変と世界戦争の危機』共盟閣、1937年10月1日。 NCID BA36160807。全国書誌番号:46056386 NDLJP:1220185。
- 『支那事変と世界戦争の危機』共盟閣、1937年10月10日。 NCID BA36160807。全国書誌番号:44014011 NDLJP:1031493。
- 『支那事変と世界戦争の危機 日英戦争？』長谷川書房、1937年12月15日。 NCID BA36160807。全国書誌番号:46056241 NDLJP:1462404。

## 親族
- 兄 長島律太郎 - 衆議院議員[2]